# Sanni Utriainen
Sanni Utriainen (Nokia, 5 de febrero de 1991) es una atleta finlandesa especializada en el lanzamiento de jabalina.

## Carrera deportiva
Su padre, Esa Utriainen, fue campeón nacional en lanzamiento de jabalina masculino en 1979, y representó a Finlandia en el Campeonato Mundial de Atletismo en 1983. Sanni Utriainen rompió por primera vez los 50 metros en 2008, lanzando 51,89 m. en el Carnaval de Jabalina Pihtipudas y ganando el campeonato juvenil de Finlandia con 51 metros. En 2009, terminó novena en el Campeonato Europeo de Atletismo Sub-20 en Novi Sad (Serbia), lanzando 51,25 metros en la ronda de clasificación y bajando a 48,45 en la final.
En 2010, en el Campeonato Mundial Junior de Atletismo Sub-20 que se celebró en Moncton (Canadá) ganó el oro, logrando una marca de 56,69 metros, en su último intento de superar a la letona Līna Mūze por cinco centímetros. Ese año también ganaría en el evento Internacional de Atletismo Finlandia-Suecia, estableciendo una nueva marca personal de 57,26 metros.
En 2011 debuta en su primer Campeonato Europeo de Atletismo por Equipos, con Finlandia participando en la Primera Liga en Esmirna (Turquía), donde lograría ser plata gracias a 57,46 metros de lanzamiento. Más adelante, en el Campeonato Europeo de Atletismo Sub-23 de Ostrava se quedaría cerca del podio, al ser cuarta con 56,25 metros.
En 2012, en Helsinki, donde participaba en el Campeonato Europeo de Atletismo acababa undécima, con 55,14 m. de registro de lanzamiento. Más adelante, participaría en sus primeros Juegos Olímpicos de Londres, donde se quedaría sin marca (NM).
En 2013, en el Campeonato Europeo de Atletismo Sub-23 llegaba a la fase final, quedando sexta, gracias a un registro de 53,59 metros.
En 2015, en el Campeonato Mundial de Atletismo de Pekín, no superaba la ronda clasificatoria, pese a registrar un lanzamiento de 55,56 metros.
2016 comenzaba con el Campeonato Europeo de Atletismo de Ámsterdam, donde acabó quinta en la segunda serie clasificatoria, con 57,19 metros. Semanas más tarde, participaría en sus segundos Juegos Olímpicos, en Río de Janeiro 2016, donde no superaba la ronda clasificatoria, quedando decimoquinta, fuera del corte para ir a la final, con 53,42 metros de lanzamiento.

## Resultados por competición

### Por temporada
| Representando a Finlandia | Representando a Finlandia                                  | Representando a Finlandia | Representando a Finlandia | Representando a Finlandia | Representando a Finlandia |
| ------------------------- | ---------------------------------------------------------- | ------------------------- | ------------------------- | ------------------------- | ------------------------- |
| Año                       | Competición                                                | Lugar                     | Puesto                    | Marca (m.)                |                           |
| 2009                      | Campeonato Europeo de Atletismo Sub-20                     | Novi Sad                  | 9ª                        | 48,45                     |                           |
| 2010                      | Campeonato Mundial Junior de Atletismo Sub-20              | Moncton                   | 1ª                        | 56,69                     |                           |
| 2011                      | Campeonato Europeo de Atletismo por Equipos - Primera Liga | Esmirna                   | 2ª                        | 57,46                     |                           |
| 2011                      | Campeonato Europeo de Atletismo Sub-23                     | Ostrava                   | 4ª                        | 56,25                     |                           |
| 2012                      | Campeonato Europeo de Atletismo                            | Helsinki                  | 11ª                       | 55,14                     |                           |
| 2012                      | Juegos Olímpicos                                           | Londres                   | -                         | NM                        |                           |
| 2013                      | Campeonato Europeo de Atletismo Sub-23                     | Tampere                   | 6ª                        | 53,59                     |                           |
| 2015                      | Campeonato Mundial de Atletismo                            | Pekín                     | 16ª (Q1)                  | 55,56                     |                           |
| 2016                      | Campeonato Europeo de Atletismo                            | Ámsterdam                 | 5ª (Q2)                   | 57,19                     |                           |
| 2016                      | Juegos Olímpicos                                           | Río de Janeiro            | 15ª (Q2)                  | 53,42                     |                           |

### Mejores marcas
| Disciplina              | Marca    | Lugar    | Fecha               |
| ----------------------- | -------- | -------- | ------------------- |
| Lanzamiento de jabalina | 63,03 m. | Kuortane | 8 de agosto de 2015 |